# Chris McAlpine
Pour les articles homonymes, voir McAlpine.
Christopher Walter McAlpine (né le 1er décembre 1971 à Roseville, dans l'État du Minnesota aux États-Unis) est un joueur professionnel retraité américain de hockey sur glace. Il évoluait à la position de défenseur.

## Carrière
Il est réclamé au septième tour du repêchage de la LNH de 1990 par les Devils du New Jersey alors qu'il évolue pour l'école secondaire de Roseville. Il quitte la saison suivante pour l'université du Minnesota et se joint alors à leur club, les Golden Gophers, club évoluant dans la Western Collegiate Hockey Association.
McAlpine devient joueur professionnel en 1994, rejoignant alors l'équipe affilié aux Devils dans la Ligue américaine de hockey, les River Rats d'Albany. Au cours de cette première saison, il se voit également rappelé par le grand club et prend part à 24 rencontre des futurs champions de la Coupe Stanley. Ce ne sera cependant que le seul passage du défenseur en LNH sous le maillot des Devils, retournant pour une saison et demie avec Albany avant de passer aux mains des Blues de Saint-Louis lors de la saison 1996-1997.
Il commence la saison 1999-2000 avec les Blues, disputant avec ceux-ci 21 parties puis se voit être échangé au Lightning de Tampa Bay. Après seulement dix rencontres avec Tampa, il change d'équipe à nouveau, rejoignant cette fois l'organisation des Thrashers d'Atlanta avec qui il termine la saison. Devenant agent libre à l'été 2000, il s'entend alors pour deux saisons avec les Blackhawks de Chicago. Il s'aligne par la suite pour une année avec la formation des Kings de Los Angeles, mais rate la majorité de leur matchs en raison d'une hernie discale. De retour sur le marché des joueurs autonome en 2003, il rejoint alors le Wild du Minnesota mais se retire de la compétition quelques jours plus tard en raison de sa blessure.
Au terme de sa carrière de joueur, Chris McAlpine devient agent de joueur.

## Statistiques en club
| Saison     | Équipe                      | Ligue      |     | Saison régulière | Saison régulière | Saison régulière | Saison régulière | Saison régulière |   | Séries éliminatoires | Séries éliminatoires | Séries éliminatoires | Séries éliminatoires | Séries éliminatoires |
| Saison     | Équipe                      | Ligue      | PJ  | B                | A                | Pts              | Pun              | PJ               | B | A                    | Pts                  | Pun                  |                      |                      |
| 1988-1989  | Vulcans de Saint-Paul       | USHL       |     |                  |                  |                  |                  |                  |   |                      |                      |                      |                      |                      |
| 1989-1990  | High School de Roseville    | HS         | 25  | 15               | 13               | 28               |                  | -                | - | -                    | -                    | -                    |                      |                      |
| 1990-1991  | Golden Gophers du Minnesota | WCHA       | 38  | 7                | 9                | 16               | 112              | -                | - | -                    | -                    | -                    |                      |                      |
| 1991-1992  | Golden Gophers du Minnesota | WCHA       | 39  | 3                | 9                | 12               | 126              | -                | - | -                    | -                    | -                    |                      |                      |
| 1992-1993  | Golden Gophers du Minnesota | WCHA       | 41  | 14               | 9                | 23               | 82               | -                | - | -                    | -                    | -                    |                      |                      |
| 1993-1994  | Golden Gophers du Minnesota | WCHA       | 36  | 12               | 18               | 30               | 121              | -                | - | -                    | -                    | -                    |                      |                      |
| 1994-1995  | River Rats d'Albany         | LAH        | 48  | 4                | 18               | 22               | 49               | -                | - | -                    | -                    | -                    |                      |                      |
| 1994-1995  | Devils du New Jersey        | LNH        | 24  | 0                | 3                | 3                | 17               | -                | - | -                    | -                    | -                    |                      |                      |
| 1995-1996  | River Rats d'Albany         | LAH        | 57  | 5                | 14               | 19               | 72               | 4                | 0 | 0                    | 0                    | 13                   |                      |                      |
| 1996-1997  | River Rats d'Albany         | LAH        | 44  | 1                | 9                | 10               | 48               | -                | - | -                    | -                    | -                    |                      |                      |
| 1996-1997  | Blues de Saint-Louis        | LNH        | 15  | 0                | 0                | 0                | 24               | 4                | 0 | 1                    | 1                    | 0                    |                      |                      |
| 1997-1998  | Blues de Saint-Louis        | LNH        | 54  | 3                | 7                | 10               | 36               | 10               | 0 | 0                    | 0                    | 16                   |                      |                      |
| 1998-1999  | Blues de Saint-Louis        | LNH        | 51  | 1                | 1                | 2                | 50               | 13               | 0 | 0                    | 0                    | 2                    |                      |                      |
| 1999-2000  | Blues de Saint-Louis        | LNH        | 21  | 1                | 1                | 2                | 14               | -                | - | -                    | -                    | -                    |                      |                      |
| 1999-2000  | IceCats de Worcester        | LAH        | 10  | 1                | 4                | 5                | 4                | -                | - | -                    | -                    | -                    |                      |                      |
| 1999-2000  | Lightning de Tampa Bay      | LNH        | 10  | 1                | 1                | 2                | 10               | -                | - | -                    | -                    | -                    |                      |                      |
| 1999-2000  | Vipers de Détroit           | LIH        | 8   | 0                | 0                | 0                | 6                | -                | - | -                    | -                    | -                    |                      |                      |
| 1999-2000  | Thrashers d'Atlanta         | LNH        | 3   | 0                | 0                | 0                | 2                | -                | - | -                    | -                    | -                    |                      |                      |
| 2000-2001  | Blackhawks de Chicago       | LNH        | 50  | 0                | 6                | 6                | 32               | -                | - | -                    | -                    | -                    |                      |                      |
| 2000-2001  | Admirals de Norfolk         | LAH        | 13  | 4                | 7                | 11               | 6                | -                | - | -                    | -                    | -                    |                      |                      |
| 2001-2002  | Blackhawks de Chicago       | LAH        | 40  | 0                | 3                | 3                | 36               | 1                | 0 | 0                    | 0                    | 0                    |                      |                      |
| 2001-2002  | Admirals de Norfolk         | LAH        | 8   | 0                | 4                | 4                | 4                | -                | - | -                    | -                    | -                    |                      |                      |
| 2002-2003  | Kings de Los Angeles        | LNH        | 21  | 0                | 2                | 2                | 24               | -                | - | -                    | -                    | -                    |                      |                      |
| 2002-2003  | Monarchs de Manchester      | LAH        | 3   | 0                | 0                | 0                | 0                | -                | - | -                    | -                    | -                    |                      |                      |
| Totaux LNH | Totaux LNH                  | Totaux LNH | 289 | 6                | 24               | 30               | 245              | 28               | 0 | 1                    | 1                    | 18                   |                      |                      |

## Honneurs et trophées
- Western Collegiate Hockey Association
  - Nommé dans la première équipe d'étoiles en 1994.
- Championnat de la NCAA
  - Nommé dans la deuxième équipe d'étoiles de l'ouest des États-Unis en 1994.
- Ligue nationale de hockey
  - Champion de la Coupe Stanley avec les Devils en 1995.

## Transactions en carrière
- Repêchage de la LNH 1990 : réclamé par les Devils du New Jersey (7e choix de l'équipe, 137e choix au total).
- 11 février 1997 : échangé par les Devils avec le choix de neuvième ronde des Devils au repêchage de 1999 (les Blues sélectionnent avec ce choix James Desmarais) aux Blues de Saint-Louis en retour de Peter Zezel.
- 13 janvier 2000 : échangé par les Blues avec Rich Parent au Lightning de Tampa Bay en retour de Stéphane Richer.
- 11 mars 2000 : échangé par le Lightning aux Thrashers d'Atlanta en retour de Mikko Kuparinen.
- 27 juillet 2000 : signe à titre d'agent libre avec les Blackhawks de Chicago.
- 27 août 2000 : signe à titre d'agent libre avec les Kings de Los Angeles.
- 11 septembre 2003 : signe à titre d'agent libre avec le Wild du Minnesota.
- 23 septembre 2003 : annonce son retrait de la compétition.